# Dan Abramovich

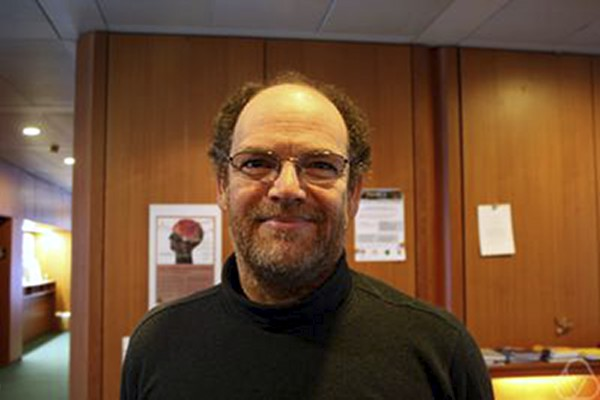
Dan Abramovich, 2013

Dan Abramovich (hebräisch דן אברמוביץ‎; * 12. März 1963 in Haifa) ist ein israelischer Mathematiker, der sich mit Algebraischer Geometrie und Arithmetischer Geometrie befasst.
Abramovich erhielt 1987 seinen Bachelor-Abschluss an der Universität Tel Aviv und  wurde 1991 bei Joe Harris an der Harvard University promoviert (Subvarieties of abelian varieties and of Jacobeans of curves).  1991 bis 1994 war er Moore Instructor am Massachusetts Institute of Technology. Danach war er Assistant Professor, ab 1999 Associate Professor und ab 2003 Professor an der Brown University.
Er befasste sich unter anderem mit Birationaler Geometrie, Auflösung von Singularitäten, Untervarietäten abelscher Varietäten, Schranken für die Torsion elliptischer Kurven, rationalen und ganzzahligen Punkten auf algebraischen Varietäten und Modulräumen von Vektorbündeln auf Kurven.
Mit Felipe Voloch gelangen ihm 1992 Fortschritte im Beweis der Mordell-Lang-Vermutung in Charakteristik p (der vollständige Beweis erfolgte durch Ehud Hrushovski).
Er war unter anderem Gastwissenschaftler an der Hebräischen Universität in Jerusalem, am Max-Planck-Institut für Mathematik in Bonn, am Mathematical Sciences Research Institute (MSRI), an der Universität Pierre und Marie Curie in Paris und am IHES. Er ist eingeladener Sprecher auf dem ICM 2018 (Resolution of singularities of complex algebraic varieties and their families).
1996 bis 1998 war er Sloan Research Fellow. Er ist Fellow der American Mathematical Society und Herausgeber der Memoirs of the American Mathematical Society.

## Schriften
- mit Christophe Soulé, Jean-François Burnol, Jürg Kramer: Lectures on Arakelov Geometry (= Cambridge Studies in Advanced Mathematics. 33). Cambridge University Press, Cambridge u. a. 1992, ISBN 0-521-41669-8.
- mit Felipe Voloch: Toward a proof of the Mordell-Lang conjecture in positive characteristic {\displaystyle p}. In: International Mathematics Research Notices. Band 5, 1992, ISSN 1073-7928, S. 103–115, doi:10.1155/S1073792892000126.
- mit Kenji Matsuki, Suliman Rashid: A note on the factorization theorem of toric birational maps after Morelli and its toroidal extension. In: Tōhoku Mathematical Journal. Band 51, Nr. 4, 1999, S. 489–537, doi:10.2748/tmj/1178224717.
- mit Kalle Karu, Kenji Matsuki, Jarosław Włodarczyk: Torification and factorization of birational maps. In: Journal of the American Mathematical Society. Band 15, Nr. 3, 2002, S. 531–572, JSTOR:827107.
- mit Kalle Karu: Weak semistable reduction in characteristic 0. In: Inventiones Mathematicae. Band 139, Nr. 2, 2000, S. 241–273, doi:10.1007/s002229900024.
- mit Frans Oort: Alterations and resolution of singularities. In: Herwig Hauser, Joseph Lipman, Frans Oort, Adolfo Quirós (Hrsg.): Resolution of Singularities. A Research Textbook in Tribute to Oscar Zariski. Based on the Courses given at the Working Week in Obergurgl, Austria, September 7–14, 1997 (= Progress in Mathematics. 181). Birkhäuser, Basel u. a. 2000, ISBN 3-7643-6178-6, S. 39–108.